# Argyropelecus hemigymnus

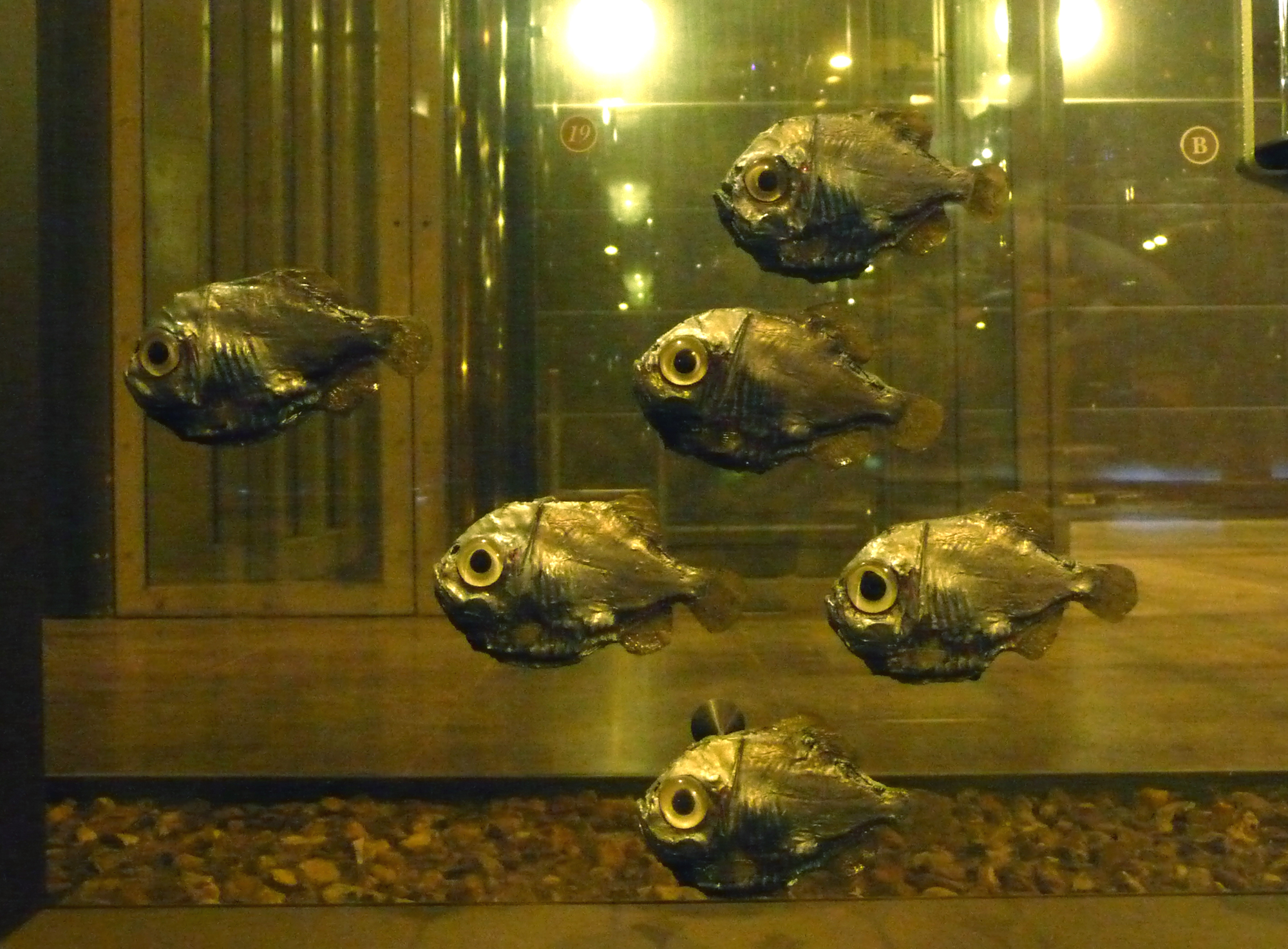
Argyropelecus hemigymnus

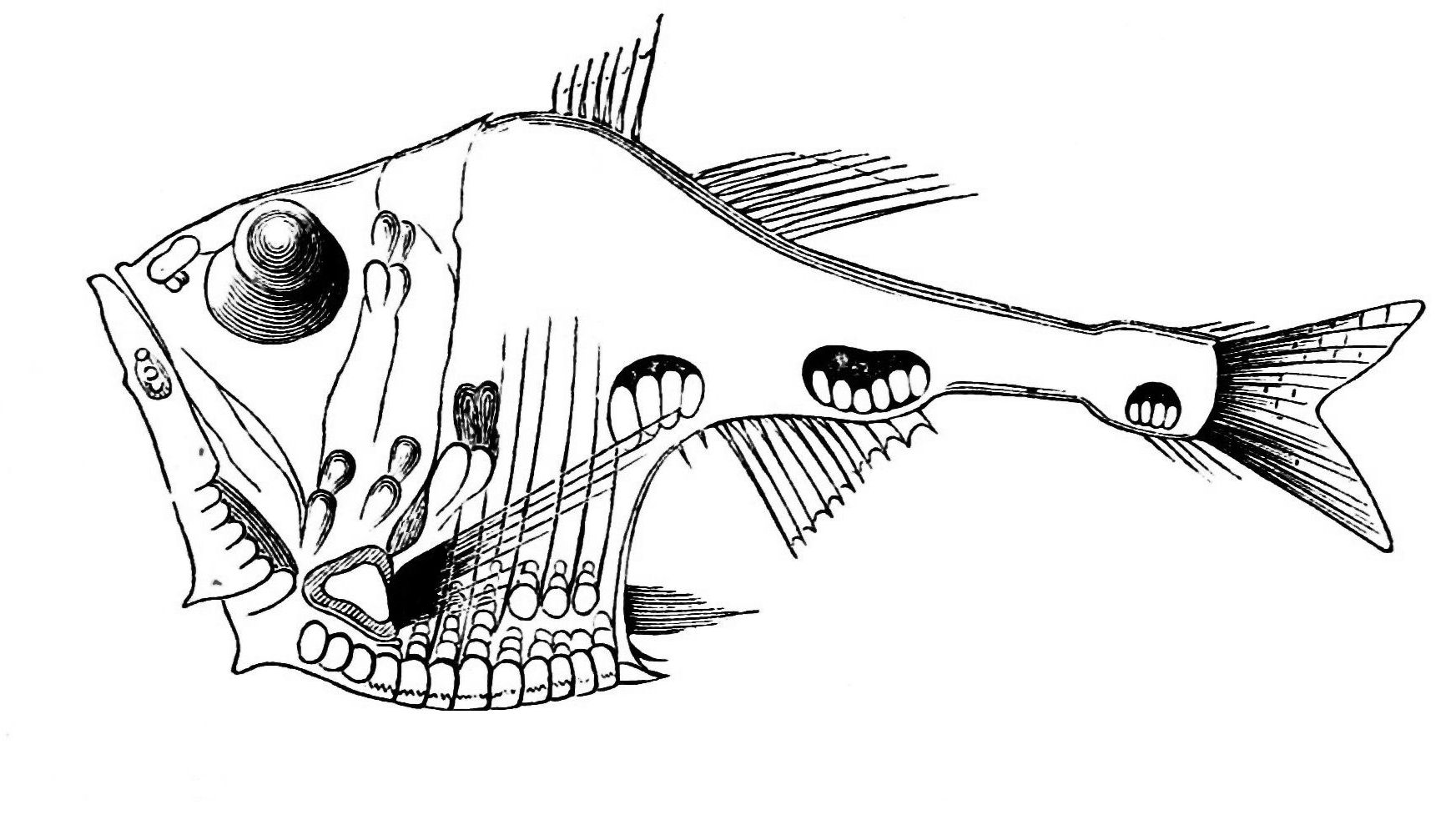
Dibuix del Popular Science Monthly de 1882

Argyropelecus hemigymnus és una espècie de peix pertanyent a la família dels esternoptíquids.

## Descripció
- Tant el mascle com la femella fan 3,9 cm de llargària màxima.
- Nombre de vèrtebres: 36-39.
- Presenta dimorfisme sexual: els mascles són lleugerament més petits que les femelles.[3]

## Reproducció
És ovípar amb larves i ous planctònics.

## Alimentació
Menja copèpodes i peixets.

## Depredadors
A l'Estat espanyol és depredat per la llampuga (Coryphaena hippurus) i Ophichthus rufus, a Nova Zelanda per Micromesistius australis i a Grècia pel lluç europeu (Merluccius merluccius).

## Hàbitat
És un peix marí i batipelàgic que viu entre 0-2.400 m de fondària (normalment, entre 250 i 600).

## Distribució geogràfica
Es troba a l'Atlàntic oriental (des del nord de les illes Britàniques fins a Sud-àfrica, incloent-hi la Mediterrània occidental), l'Atlàntic occidental (des del Canadà i Nova Jersey fins a l'Argentina), el Pacífic oriental i el mar de la Xina Meridional. Tot i així, és conegut a les aigües de clima tropical i subtropical de tots els oceans.

## Costums
Els adults fan migracions verticals diàries.

## Longevitat
La seua esperança de vida és d'1 any.

## Observacions
És inofensiu per als humans.